# Oxyopes macilentus
Oxyopes macilentus là một loài nhện trong họ Oxyopidae.
Loài này thuộc chi Oxyopes. Oxyopes macilentus được Ludwig Carl Christian Koch miêu tả năm 1878.

## Hình ảnh

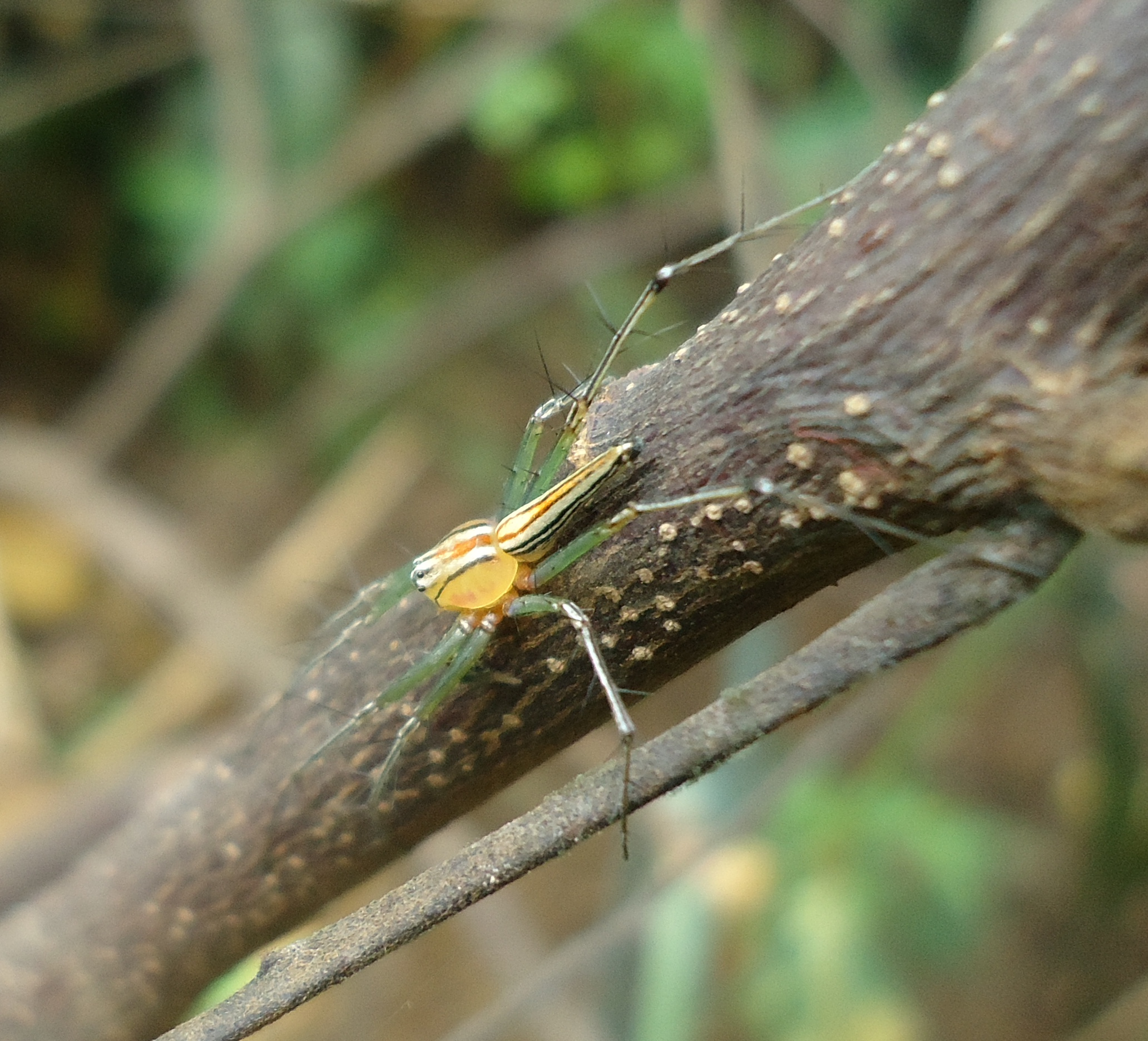
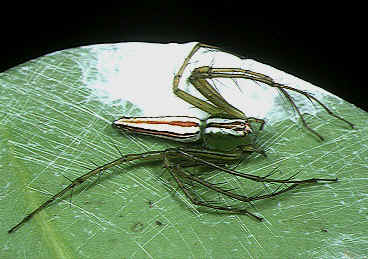
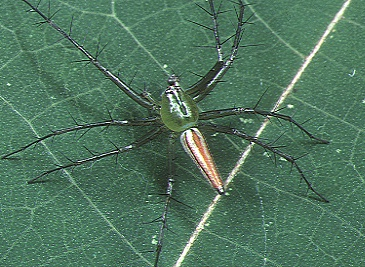